# Ionització per impacte

Un exemple d'impacte d'electrons entrants ionitzant per produir un nou parell electró-forat.

La ionització per impacte és el procés en un material pel qual un portador de càrrega energètica pot perdre energia mitjançant la creació d'altres portadors de càrrega. Per exemple, en els semiconductors, un electró (o forat) amb prou energia cinètica pot treure un electró lligat del seu estat lligat (a la banda de valència) i promoure'l a un estat a la banda de conducció, creant un parell electró-forat. Perquè els portadors tinguin energia cinètica suficient s'ha d'aplicar un camp elèctric prou gran, en essència que requereix un voltatge prou gran però no necessàriament un gran corrent.

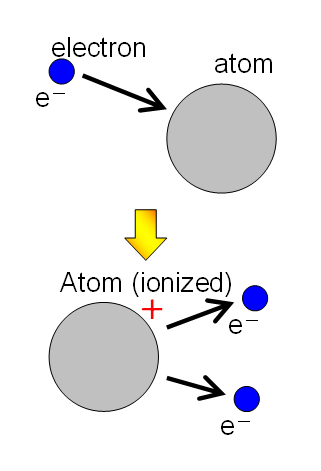
Procés a nivell atòmic.

Si això succeeix en una regió de camp elèctric elevat, pot provocar una ruptura d'allau. Aquest procés s'aprofita en díodes d'allau, mitjançant els quals s'amplifica un petit senyal òptic abans d'entrar en un circuit electrònic extern. En un fotodíode d'allau, el portador de càrrega original es crea mitjançant l'absorció d'un fotó.
El procés d'ionització d'impacte s'utilitza en detectors de pols còsmic moderns com el detector de pols Galileo i els analitzadors de pols Cassini CDA, Stardust CIDA i el Surface Dust Analyzer per a la identificació d'impactes de pols i l'anàlisi de la composició de la pols còsmica. partícules de pols.
En cert sentit, la ionització per impacte és el procés invers a la recombinació Auger.
Els fotodíodes d'allau (APD) s'utilitzen en receptors òptics abans que el senyal es doni als circuits receptors, el fotó es multiplica amb el fotocorrent i això augmenta la sensibilitat del receptor ja que el fotocorrent es multiplica abans de trobar el soroll tèrmic associat al circuit receptor.